# Homer (Louisiana)
Homer è un comune degli Stati Uniti d'America, situato nello Stato della Louisiana, in particolare nella parrocchia di Claiborne, della quale è il capoluogo.